# The Believer
The Believer (em Portugal intitulado O Crente e no Brasil Tolerância Zero) é um filme de 2001, escrito por Henry Bean e Mark Jacobson e dirigido por Bean. Estrelando Ryan Gosling como Daniel Balint, um judeu ortodoxo que se torna neo-nazista, cuja história foi inspirada pela trajetória de Daniel Burros.

## Sinopse
O filme conta a história de Daniel Balint, um brilhante mas problemático estudante de um Yeshivá Judeu que se torna um violento e fanático neo-nazi em Nova York, em torno dos 20 anos de idade. O filme expões as contradições do jovem com a sua história religiosa e étnica, ligadas diretamente ao judaísmo, com o seu antissemitismo.

## Elenco
- Ryan Gosling - Daniel "Danny" Balint
- Garret Dillahunt - Billings
- Billy Zane - Curtis Zampf
- Theresa Russell - Lina Moebius
- Summer Phoenix - Carla Moebius
- Ronald Guttman - Danny's Father
- Heather Goldenhersh - Linda
- A. D. Miles - Guy Danielsen